# Méfou-et-Afamba
Méfou-et-Afamba is een departement in Kameroen, gelegen in de regio Centre. De hoofdplaats van het departement heet Mfou. De totale oppervlakte bedraagt 3.358 km². Met 89.805 inwoners bij de census van 2001 leidt dit tot een bevolkingsdichtheid van 26 inw/km².
Het departement is ontstaan in 1995 bij de splitsing van het oude departement Méfou in Méfou-et-Akono en Méfou-et-Afamba. Méfou was eerder al opgedeeld, op 11 maart 1974 toen het departement Mfoundi (met Yaoundé) van Méfou werd afgesplitst.

## Arrondissementen
Méfou-et-Afamba is onderverdeeld in acht gemeenten:
- Afanloum
- Awaé
- Edzendouan
- Esse
- Mfou
- Nkolafamba
- Olanguina
- Soa